# Décès en 1414
Décès
- 1410
- 1411
- 1412
- 1413
- 1414
- 1415
- 1416
- 1417
- 1418

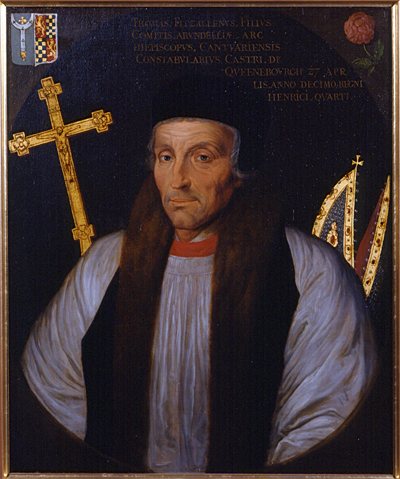
Thomas Arundel, mort en 1414.

Cette page dresse une liste de personnalités mortes au cours de l'année 1414 :
- 19 février : Thomas Arundel, archevêque de Cantorbéry.
- 1er mars : Viridis Visconti, duchesse d'Autriche, de Styrie et de Carinthie.
- 15 mars : Gilles Deschamps, professeur de théologie et cardinal français.
- 20 mars : Matthieu de Bapaume, évêque de Thérouanne.
- 24 mars : Arnaud de Corbie, conseiller des rois Charles V et Charles VI.
- 28 mars : Jeanne-Marie de Maillé, religieuse française et bienheureuse.
- 17 mai : Jean Balduwel, 23e abbé de Parc.
- juin : Amé Ier de Sarrebruck-Commercy, gouverneur de Champagne et Brie, seigneur de "Château-Haut" à Commercy.
- entre le 26 juin et le 16 juillet : Jean VII de Mecklembourg-Werle-Güstrow, corégent de son frère Balthazar de Mecklembourg-Werle-Güstrow.
- 6 août : Ladislas Ier de Naples, ou Ladislas d'Anjou-Durazzo dit le Magnanime et le Victorieux, roi de Naples, roi titulaire de Jérusalem, de Dalmatie, de Croatie, de Ramie, de Serbie, de Galicie, de Lodomérie, de Cumanie et de Bulgarie et roi de Hongrie.
- 14 août : Guy XIII de Laval, seigneur de Kergorlay, baron de La Roche-Bernard, baron de Laz, châtelain de La Brétesche, seigneur de Lohéac et de La Roche-en-Nort, puis par mariage,  baron de Vitré, seigneur de Laval, et d'Acquigny.
- 25 septembre : Milon de Grancey, évêque d'Autun.
- 11 novembre : Jofré de Blanes, religieux dominicain.
- 21 décembre : Guillaume d'Estouteville, évêque d'Évreux, puis d'Auxerre et enfin de Lisieux.
- décembre (4 ou 5) : Johannes Mulberg, moine dominicain suisse.

- Date précise non connue :
  - John Cheyne, diplomate et parlementaire anglais.
  - Théodoros Ier d'Éthiopie, roi d'Éthiopie.
  - Victor de Camerin, évêque de Soissons.
  - Guillaume-Amanieu de Madaillan, sire de Lesparre, seigneur de Rauzan, Pujols, Carcans, Breuil, Verteuil, Blasimon, Blaignac, La Motte-Verte, etc., en Bordelais et Bazadais, de Cancon en Agenais, maire et gouverneur de Bordeaux.
  - Jacques de Montmorency, baron de Montmorency.
  - Béatrice de Nuremberg, duchesse consort d'Autriche.
  - Jean IV de Saxe-Lauenbourg, duc de Saxe-Lauenbourg.
  - Guillaume de Tignonville, noble français, magistrat et administrateur, également homme de lettres.
  - Odon de Villars, ou Eudes de Villars, damoiseau des comtes de Savoie, chevalier de l’ordre du Camail,  seigneur du Montellier, de Montribloud, de Saint-Sorlin et du Thor, comte de Genève, capitaine général du pape Clément VII, recteur du Comtat Venaissin et gouverneur de Nice.
  - John Ier Stanley de Man, roi et seigneur de Man et des Îles, Lord lieutenant d'Irlande et roi de l'île de Man.
  - Lancelot Turpin de Crissé, seigneur de Crissé.

- Vers 1414 - 1415 :
- Maître Bertram, peintre allemand (° vers 1340).

## Crédit d'auteurs
- Cet article est partiellement ou en totalité issu de l'article intitulé « 1414 » (voir la liste des auteurs).